# ソールズベリー主教
ソールズベリー主教（ソールズベリーしゅきょう、英：Bishop of Salisbury）は、イングランド国教会におけるイングランドのカンタベリー管区のソールズベリー教区を代表する主教である。特にカトリック時代のことを指す場合は、ソールズベリー司教である。英語での表記（Bishop）は変わらない。
705年にその前身であるシャーボーン教区が設けられた。その後、主教座はソールズベリー、セラム、そして1227年、ヘンリー3世の元で再びソールズベリーと移り変わった。現在、ソールズベリー教区はウィルトシャーとドーセット州の大部分を担当する。同教区の主教座はソールズベリーのソールズベリー大聖堂（主教座聖堂）である。現在の主教はニコラス・ホルトハムが第78代目を務めている。